# Rexona Cup 1997
Rexona Cup 1997 — жіночий тенісний турнір, що проходив на відкритих кортах з ґрунтовим покриттям Am Rothenbaum у Гамбургу (Німеччина). Належав до турнірів 2-ї категорії в рамках Туру WTA 1997. Тривав з 28 квітня до 4 травня 1997 року. Іва Майолі здобула титул в одиночному розряді.

## Фінальна частина

### Одиночний розряд
Іва Майолі —  Руксандра Драгомір 6–3, 6–2
- Для Майолі це був 2-й титул за сезон і 6-й — за кар'єру.

### Парний розряд
Анке Губер /  Марі П'єрс —  Руксандра Драгомір /  Іва Майолі 2–6, 7–6, 6–2
- Для Губер це був єдиний титул за сезон і 11-й — за кар'єру. Для П'єрс це був 1-й титул за рік і 10-й — за кар'єру.